# Marathon van Frankfurt 1991
De marathon van Frankfurt 1991 werd gelopen op zondag 20 oktober 1991. Het was de tiende editie van deze marathon.
De Duitser Herbert Steffny kwam bij de mannen als eerste over de finish in 2:13.45. Het was zijn derde overwinning in deze wedstrijd, want eerder schreef hij de marathon van Frankfurt in 1985 en 1989 op zijn naam. Bij de vrouwen was de Belgische Linda Milo in 2:35.11 veruit de sterkste.
In totaal schreven 6804 lopers zich in voor de wedstrijd, waarvan er 5539 finishten.

## Uitslagen

### Mannen
| rang   | naam                 | land | tijd    |
| ------ | -------------------- | ---- | ------- |
| Goud   | Herbert Steffny      | GER  | 2:13.45 |
| Zilver | Stephan Jäger        | GER  | 2:15.53 |
| Brons  | Rainer Wachenbrunner | GER  | 2:16.13 |
| 4      | Dmitry Solowjew      | URS  | 2:18.40 |
| 5      | Vytautas Ezerskis    | LTU  | 2:19.17 |
| 6      | Alexander Schardkow  | URS  | 2:19.45 |

### Vrouwen
| rang   | naam                 | land | tijd    |
| ------ | -------------------- | ---- | ------- |
| Goud   | Linda Milo           | BEL  | 2:35.11 |
| Zilver | Elena Egorowa        | URS  | 2:38.51 |
| Brons  | Annie van de Kerkhof | NED  | 2:39.26 |
| 4      | Siska Maton          | BEL  | 2:40.34 |
| 5      | Barbara Kamp         | NED  | 2:44.35 |
| 6      | Hanne Borte          | NOR  | 2:44.55 |

1981 ·
1982 ·
1983 ·
1984 ·
1985 ·
1986 ·
1987 ·
1988 ·
1989 ·
1990 ·
1991 ·
1992 ·
1993 ·
1994 ·
1995 ·
1996 ·
1997 ·
1998 ·
1999 ·
2000 ·
2001 ·
2002 ·
2003 ·
2004 ·
2005 ·
2006 ·
2007 ·
2008 ·
2009 ·
2010 ·
2011 · 
2012 · 
2013 · 
2014 · 
2015 · 
2016 · 
2017